# Urdland Station
Urdland Station (Urdland stasjon) er en jernbanestation på Bergensbanen, der ligger i Voss kommune i Norge. Stationen består af to spor, en perron og en stationsbygning i rødmalet træ med ventesal.
Stationen åbnede som holdeplads 10. juni 1908. Oprindeligt hed den Grove, men den skiftede navn til Grovu i april 1921 og til Urdland 15. juli 1928. Den blev opgraderet til station i 1918. Den blev fjernstyret 15. oktober 1981 og gjort ubemandet 2. november samme år.